# Roger Marcet i Barbé
Roger Marcet Barbé (Barcelona, 1953) és un arqueòleg i director de museu català.
Arqueòleg per la Universitat Autònoma de Barcelona el 1976 i diplomat en Funció Gerencial a les administracions públiques per l'Escola d'Administració i Direcció d'Empreses el 1992, va ser conservador del Museu d'Arqueologia de Catalunya entre 1982 i 1984 i director-coordinador dels museus de la Diputació de Barcelona des de 1984 fins al 1992. El novembre de 1998 va assumir el càrrec de director general del Consorci de les Drassanes Reials i Museu Marítim de Barcelona. Durant el seu mandat, va dirigir la rehabilitació i restauració arquitectònica de les Drassanes Reials de Barcelona, que va acabar el febrer de 2013, així com va coordinar la definició del pla museogràfic del Museu Marítim de Barcelona. Entre d'altres, també ha estat promotor de la Xarxa de Museus Marítims de la Costa Catalana i de l'Associació de Museus Marítims de la Mediterrània, i president de la Fundació Tot Raval. Va deixar la direcció general per jubilació el juny de 2018.